# Axel Gustaf von Arbin
Axel Gustaf von Arbin, född 20 augusti 1784 på Sveaborg, död 20 oktober 1856 i Stockholm, var en svensk militär (generalmajor och generalfälttygmästare). Som förströelse ägnade han sig åt teckning.
Axel Gustaf von Arbin var son till översten Axel Gustaf Magnus von Arbin och Brita Charlotta Taube. Han blev sergeant vid fortifikationen 1794, kadett vid Haapaniemi 1798 och utexaminerades därifrån 1802. Efter utexaminering blev von Arbin underlöjtnant vid Finska artilleriregementet, löjtnant i armén 1811, löjtnant vid Vendes artilleriregemente samma år, kapten i armén 1812 och samma år kavaljer hos hertigen av Södermanland. Han deltog i fälttågen i Tyskland 1813–1814 som kapten i Generalstaben och tilldelades där medaljen för tapperhet i fält. 1814 blev von Arbin major i armén, kapten vid Vendes artilleriregemente 1815, major och bataljonschef vid regementet 1816, kammarherre hos kronprins Oscar samma år och överstelöjtnant 1821. 1821–1825 var han chef för artilleristaben och överste och chef för Vendes artilleriregemente 1822–1845. Han blev generaladjutant 1825 och kommendant i Kristianstad 1835. Arbin blev generalmajor i artilleriet 1839 samt generaltygmästare och chef för artilleriet 1844.
Axel Gustaf von Arbin blev riddare av Svärdsorden 1814, kommendör med stort kors av Svärdsorden 1846.
Han var son från 1815 gift med Sofia Dorotea Lundgren. Arbin är representerad med ett dussintal teckningar vid Uppsala universitetsbibliotek.